# Limite de velocidade

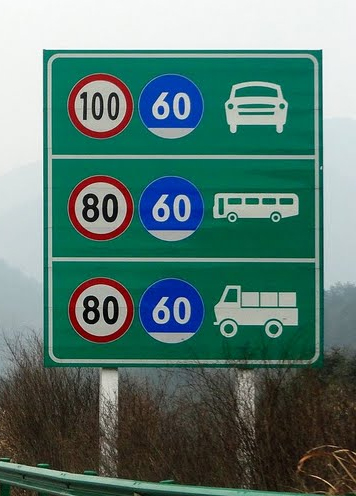
Sinalização mostra o limite máximo e mínimo de velocidade (em quilômetros por hora) para diferentes tipos de veículos em uma via expressa na China.

Os limites de velocidade no tráfego rodoviário, tal como utilizados na maioria dos países, estabelecem a velocidade máxima legal à qual os veículos podem circular num determinado troço de estrada. Os limites de velocidade são geralmente indicados em um sinal de trânsito que reflete a velocidade máxima permitida, expressa em quilômetros por hora (km/h) ou milhas por hora (mph) ou ambos. Os limites de velocidade são normalmente definidos pelos órgãos legislativos dos governos nacionais ou provinciais e aplicados pela polícia nacional ou regional e pelas autoridades judiciais. Os limites de velocidade também podem ser variáveis, ou em alguns locais inexistentes, como na maior parte das Autobahnen na Alemanha.
O primeiro limite de velocidade para automóveis foi 10 miles per hour (20 km/h), limite introduzido no Reino Unido em 1861.
Desde 2018, o limite de velocidade mais alto do mundo é de 160 km/h (100 mph), aplicado em duas rodovias nos Emirados Árabes Unidos. Os limites de velocidade e a distância de segurança são mal aplicados nos Emirados Árabes Unidos, especificamente na autoestrada de Abu Dhabi para Dubai – o que resulta num tráfego perigoso, de acordo com um comunicado de viagens do governo francês. Além disso, “os motoristas costumam dirigir em altas velocidades [e] práticas de direção inseguras são comuns, especialmente em rodovias interurbanas. Nas rodovias, lombadas não sinalizadas e areia criam perigos adicionais”, de acordo com um comunicado de viagem emitido pelo Departamento de Estado dos Estados Unidos.

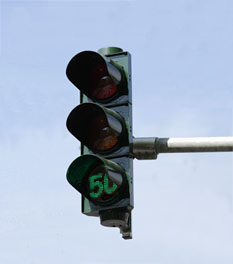
Sinais de trânsito que mostram um limite de velocidade recomendado

Existem vários motivos para regular a velocidade nas estradas. Muitas vezes é feito numa tentativa de melhorar a segurança rodoviária e de reduzir o número de vítimas resultantes de colisões rodoviárias. A Organização Mundial da Saúde (OMS) identificou o controle de velocidade como uma das várias medidas que podem ser tomadas para reduzir o número de vítimas no trânsito. A OMS estima que aproximadamente 1,3 milhão de pessoas morrem em acidentes de trânsito a cada ano.
As autoridades também podem estabelecer limites de velocidade para reduzir o impacto ambiental do tráfego rodoviário (ruído do veículo, vibração, emissões) ou para aumentar a segurança de pedestres, ciclistas e outros usuários da via. Por exemplo, um esboço de proposta da força-tarefa da Plataforma Nacional sobre o Futuro da Mobilidade da Alemanha recomendou um limite de velocidade de 130 km/h em todas Autobahnen para reduzir o consumo de combustível e as emissões de carbono. Algumas cidades reduziram os limites para até 30 km/h por motivos de segurança e eficiência. No entanto, algumas pesquisas indicam que as mudanças no limite de velocidade nem sempre alteram a velocidade média do veículo. Limites de velocidade mais baixos podem reduzir o uso de veículos com engenharia excessiva.

## História

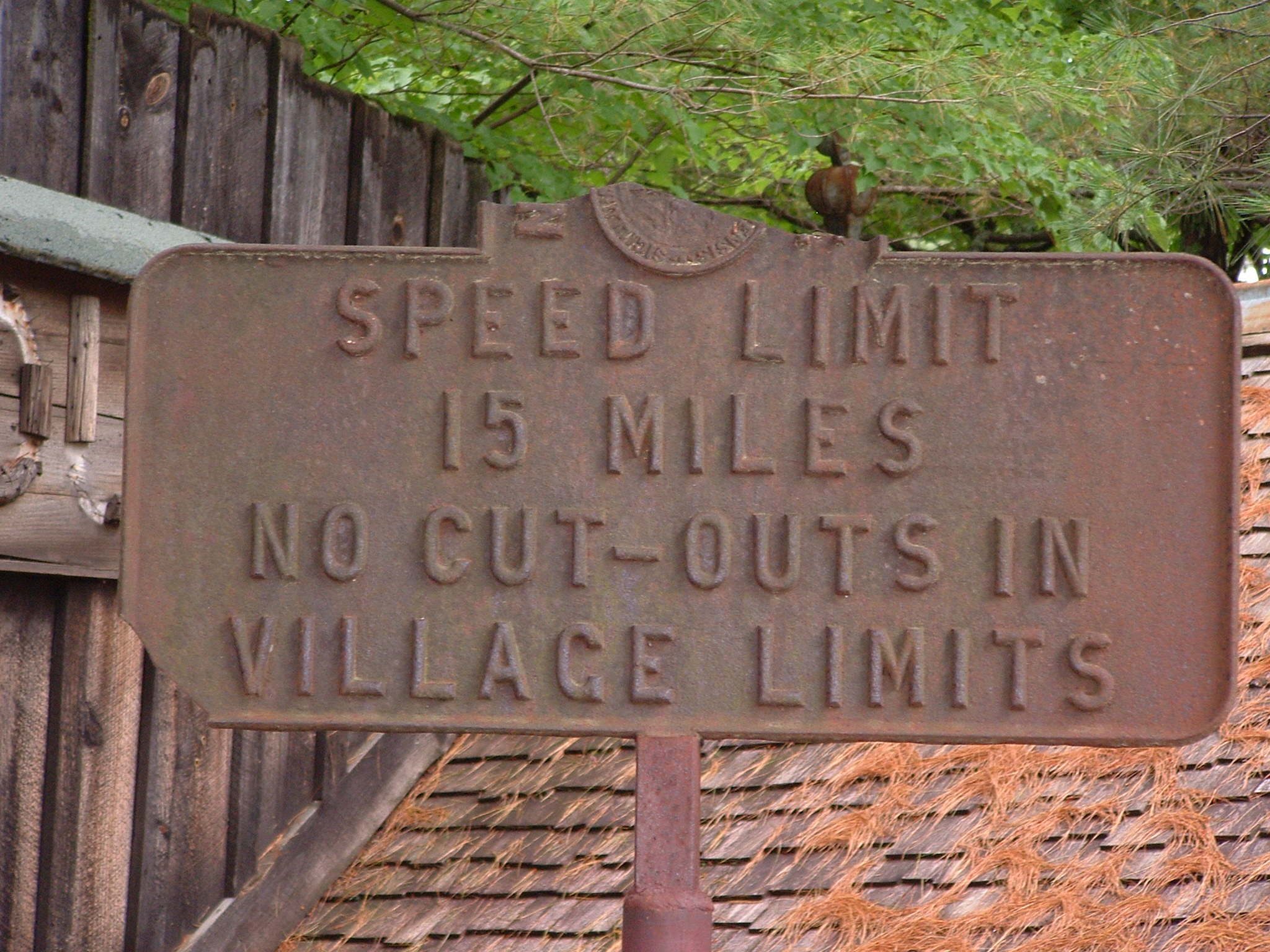
Sinalização histórica de limite de velocidade em New Hampshire.

Nas culturas ocidentais, os limites de velocidade são anteriores ao uso de veículos motorizados. Em 1652, a colônia americana de Nova Amsterdã aprovou uma lei declarando: "Nenhuma carroça ou trenó deve circular, andar ou ser conduzido a galope". A punição por infringir a lei foi de "duas libras flamengas", o equivalente a US$ 50 em 2019. O Stage Carriage Act de 1832 introduziu o crime de colocar em risco a segurança de um passageiro ou pessoa por "direção furiosa" no Reino Unido. Em 1872, o então presidente dos Estados Unidos Ulysses S. Grant foi preso por excesso de velocidade em sua carruagem puxada por cavalos em Washington, DC.
Uma série de Leis de Locomotivas [en] (em 1861, 1865 e 1878) criou os primeiros limites numéricos de velocidade para veículos com propulsão mecânica no Reino Unido; a Lei de 1861 introduziu um limite de velocidade no Reino Unido de 10 miles per hour (20 km/h) nas estradas abertas da cidade, que foi reduzida para 2 milhas por hora (5 km/h) nas cidades e 4 milhas por hora (10 km/h) em áreas rurais pela "Lei da Bandeira Vermelha" de 1865.
Em 28 de janeiro de 1896, acredita-se que a primeira pessoa a ser condenada por excesso de velocidade tenha sido Walter Arnold, de East Peckham, Kent, Reino Unido, que foi multado em 1 xelim mais custos por conduzir a 13 km/h.

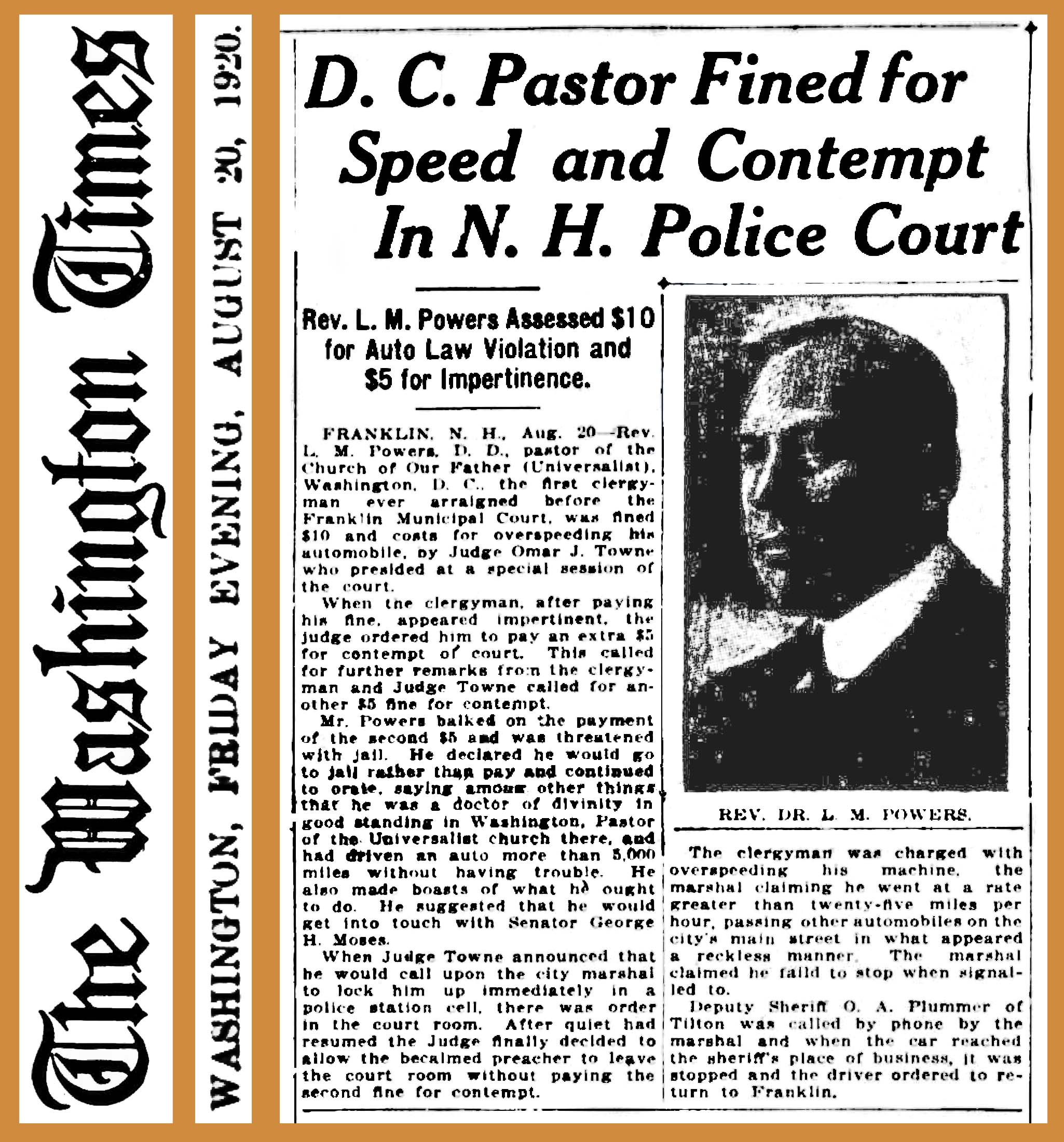
Em 1920, um pastor foi multado em US$ 10 por "excesso de velocidade em sua máquina... a uma taxa superior a 25 mph ... no que parecia ser uma maneira imprudente."

Em 1901, Connecticut foi o primeiro estado dos Estados Unidos a impor um limite de velocidade para veículos motorizados, fixando a velocidade máxima legal em 12 mph (20 km/h) nas cidades e 15 mph (25 km/h) em estradas rurais. Os limites de velocidade então se propagaram pelos Estados Unidos; em 1930, todos os estados, exceto 12, haviam estabelecido limites numéricos.
Em 1903, no Reino Unido, o limite de velocidade nacional foi elevado para 20 miles per hour (30 km/h); no entanto, como isso era difícil de aplicar devido à falta de velocímetros, a "Lei de Tráfego Rodoviário" de 1930 aboliu totalmente os limites de velocidade. Em 1934, um novo limite de 30 mph (50 km/h) foi imposta nos centros urbanos e, em julho de 1967, foi imposto um limite de velocidade nacional de 70 miles per hour (110 km/h).
Na Austrália, durante o início do século XX, houve pessoas denunciadas por crimes de "direção furiosa". Uma condenação em 1905 citou um veículo dirigindo furiosamente 20 miles per hour (30 km/h) ao passar por um bonde que viaja a metade dessa velocidade.
Na década de 1960, na Europa continental, foram estabelecidos alguns limites de velocidade com base na velocidade do V85 (de forma que 85% dos motoristas respeitam esta velocidade).
Em 2010, a Suécia definiu o programa Visão Zero, um projeto multinacional de segurança no trânsito rodoviário que visa alcançar um sistema rodoviário sem mortes ou ferimentos graves envolvendo o tráfego rodoviário.

## Regulamentos

Os limites de velocidade mais altos em todo o mundo. Os quilômetros por hora estão à esquerda e as milhas por hora à direita.

A maioria dos países em todo o mundo mede os limites de velocidade em quilômetros por hora, enquanto o Reino Unido, os Estados Unidos e vários países menores medem os limites em milhas por hora. As placas em Samoa exibem as duas unidades simultaneamente.

### Regra básica

Unidades de limite de velocidade em sinais de trânsito em todo o mundo:
Quilômetros por hora (km/h)
Milhas por hora (mph)
Ambos
Sem unidades de limite de velocidade

#### Convenção de Viena sobre Trânsito Rodoviário
Nos países vinculados às Convenções de Viena sobre Tráfego Rodoviário (1968 e 1977), o Artigo 13 define uma regra básica para velocidade e distância entre veículos, no qual todo condutor deverá, a todo momento, ter domínio de seu veículo, tendo sempre em mente as circunstâncias, em especial as condições físicas da via, a condição e a carga de seu veículo, as condições climáticas e a densidade do tráfego, de modo a poder parar seu veículo dentro de seu alcance e próximo a qualquer obstrução previsível, especialmente quando a visibilidade não for excelente.

#### Velocidade razoável
A maioria dos sistemas legais espera que os condutores conduzam a uma velocidade segura para as condições em questão, independentemente dos limites estabelecidos.
No Reino Unido, e em outros lugares do direito consuetudinário, isso é conhecido como requisito do homem razoável.

#### Velocidade excessiva
Os resultados consequentes de violações da lei básica são frequentemente categorizados como colisões por velocidade excessiva ; por exemplo, a principal causa de acidentes nas autoestradas alemãs em 2012 caiu nessa categoria: 6.587 acidentes chamados "relacionados à velocidade" ceifaram a vida de 179 pessoas, o que representou quase metade (46,3%) das 387 mortes em autoestradas em 2012. No entanto, “velocidade excessiva” não significa necessariamente que o limite de velocidade foi excedido, mas sim que a polícia determinou que pelo menos uma das pessoas viajou demasiado rápido para as condições existentes.
Para a gestão da velocidade pode existir uma distinção entre velocidade excessiva, que consiste em conduzir acima do limite de velocidade, e velocidade inadequada, que consiste em ir demasiado rápido para as condições.

### Limites máximos de velocidade

Limites máximos de velocidade por país na Europa em km/h (e a cor correspondente da sinalização rodoviária)

A maioria dos países tem um limite máximo de velocidade numérico legalmente atribuído que se aplica a todas as estradas quando não existem outras indicações de limite de velocidade; limites de velocidade mais baixos são frequentemente mostrados em uma placa no início do trecho restrito, embora às vezes também possa ser usada a presença de iluminação pública ou a disposição física da estrada. Um limite de velocidade publicado só pode ser aplicado a essa estrada ou a todas as estradas além da sinalização que as define, dependendo das leis locais.
| Classificação de estradas | 60 km/h | 80 km/h (50 km/h) | 100 km/h (60 km/h) | 120 km/h (75 km/h) | 140 km/h (85 km/h) |
| ------------------------- | ------- | ----------------- | ------------------ | ------------------ | ------------------ |
| Autoestrada               | x       | 80                | 100                | 120                | 140                |
| Estrada expressa          | 60      | 80                | 100                | 120                | x                  |
| Estrada                   | 60      | 80                | 100                | x                  | x                  |

### Estradas sem limites de velocidade
Pouco mais de metade das autobahns alemãs têm apenas um limite de velocidade consultivo (um Richtgeschwindigkeit), 15% têm limites de velocidade temporários devido às condições meteorológicas ou de tráfego, e 33% têm limites de velocidade permanentes, de acordo com estimativas de 2008.
Antes da reunificação alemã em 1990, os programas de redução de acidentes nos estados do leste da Alemanha centravam-se principalmente na regulamentação restritiva do tráfego. Dois anos após a reunificação, a disponibilidade de veículos de alta potência e um aumento de 54% no tráfego motorizado levaram a uma duplicação das mortes anuais no trânsito, um extenso programa dos quatro E (aplicação, educação, engenharia e resposta a emergências trouxe o número de mortes no trânsito de volta aos níveis pré-unificação após uma década de esforços, enquanto as regras de trânsito foram conformadas aos padrões ocidentais (por exemplo, 130 km/h (80 mph) limite recomendado de rodovia, 100 km/h (60 mph) em outras estradas rurais).
Os estados indianos de Andhra Pradesh, Maharashtra, e Telangana também não têm limites de velocidade por padrão.

#### Estradas anteriormente sem limites de velocidade

Sinal típico de limite de velocidade que seria visto na divisa do estado de Montana de dezembro de 1995 a junho de 1999

Muitas estradas sem limite máximo tornaram-se permanentemente limitadas após a crise do petróleo de 1973. Por exemplo, a Suíça e a Áustria não tinham restrições máximas antes de 1973 às autoestradas e estradas rurais, mas impuseram uma restrição temporária 100 km/h (60 mph) limite máximo em resposta ao aumento dos preços dos combustíveis; o limite nas autoestradas foi aumentado para 130 km/h (80 mph) no final de 1974.
Montana e Nevada foram os últimos estados restantes dos EUA que dependiam exclusivamente da regra básica, sem um limite de velocidade rural numérico específico antes da Lei Nacional de Velocidade Máxima de 1974.

## Aplicação

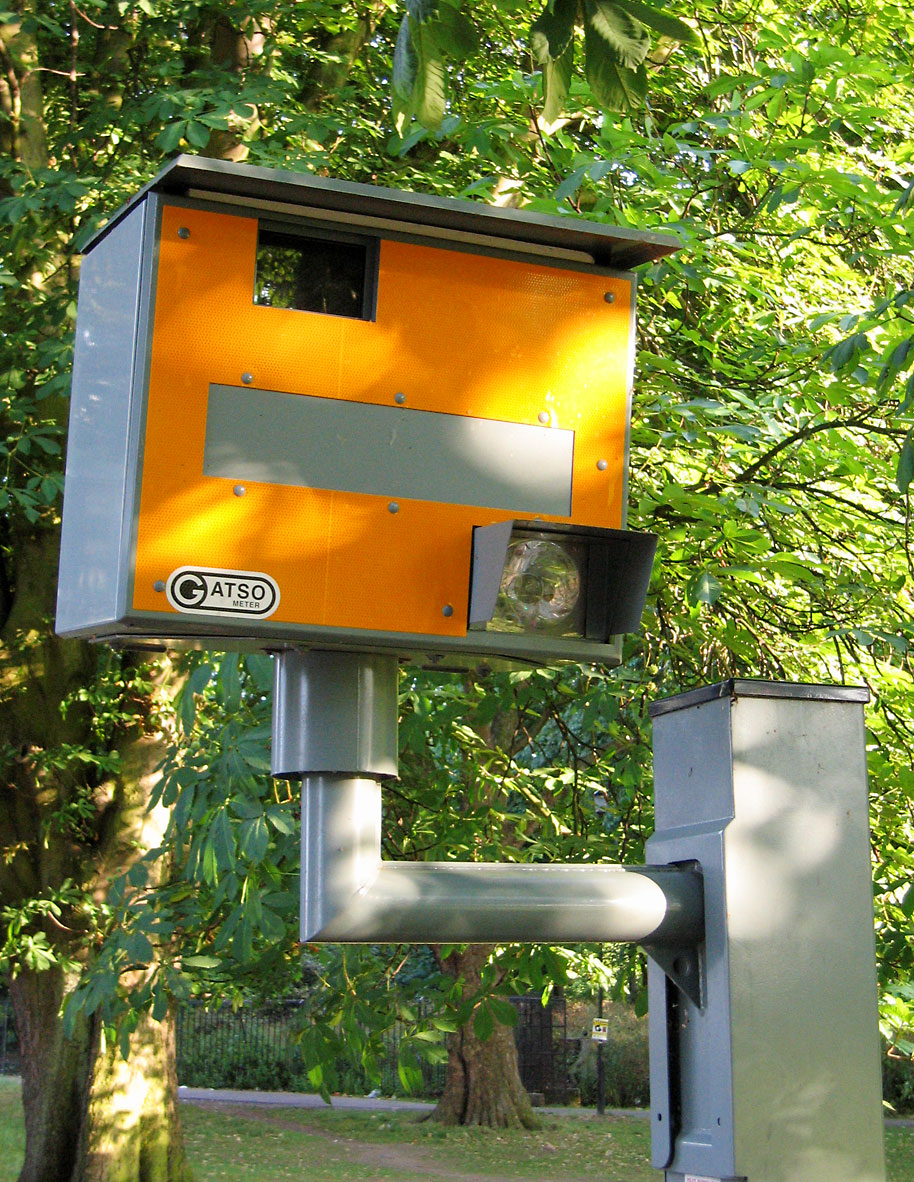
Radar de velocidade Gatso

A fiscalização do limite de velocidade é a ação tomada pelas autoridades devidamente habilitadas para verificar se os veículos rodoviários estão cumprindo o limite de velocidade. Os métodos utilizados incluem monitoramento da velocidade na estrada, configurado e operado pela polícia, e sistemas automatizados de radares de velocidade na estrada, que podem incorporar o uso de um sistema automático de reconhecimento de placas.

## Eficácia

### Conformidade
É mais provável que os limites de velocidade sejam cumpridos se os condutores tiverem a expectativa de que os limites de velocidade serão aplicados de forma consistente.
Para serem eficazes e respeitados, os limites de velocidade têm de ser considerados credíveis; eles devem ser razoáveis em relação a fatores como a capacidade de visão do motorista para a frente e para os lados em uma determinada estrada. Os limites de velocidade também precisam estar em conformidade com a infraestrutura rodoviária, a educação e as atividades de fiscalização.
No Reino Unido, em 2017, a velocidade média de fluxo livre para cada tipo de veículo está correlacionada com o limite de velocidade aplicável para esse tipo de estrada e para autoestradas e estradas de faixa única com limite de velocidade nacional, a velocidade média de fluxo livre está abaixo do limite de velocidade designado para cada tipo de veículo, exceto motocicletas em rodovias.

### Relação com frequência de acidentes
Um relatório da Federal Highway Administration dos EUA de 1998 citou uma série de estudos sobre os efeitos das reduções nos limites de velocidade e as mudanças observadas no excesso de velocidade, mortes, ferimentos e danos materiais que se seguiram.
| País (ano de publicação da pesquisa) | Redução do limite de velocidade | Alteração relatada |
| ------------------------------------ | --- | --- |
| Austrália (1992)                     | 110 km/h para 100 km/h | Acidentes com lesões diminuíram 19% |
| Austrália (1996)                     | Diminuição de 5 a 20 km/h | Nenhuma mudança significativa (aumento de 4% em relação aos sites não alterados) |
| Dinamarca (1990)                     | 60 km/h para 50 km/h | Acidentes fatais diminuíram 24% Acidentes com lesões diminuíram 9% |
| Alemanha (1994)                      | 60 km/h para 50 km/h | Os acidentes diminuíram 20% |
| Suécia (1990)                        | 110 km/h para 90 km/h | As velocidades diminuíram em 14 km/h Acidentes fatais diminuíram 21% |
| Suíça (1994)                         | 130 km/h para 120 km/h | As velocidades diminuíram em 5 km/h Acidentes fatais diminuíram 12% |
| Reino Unido (1991)                   | 60 mph para 40 mph (100 km/h para 65 km/h) | As velocidades diminuíram em 10 km/h (4 mph) Os acidentes diminuíram 14% |
| EUA (22 estados) (1992)              | Diminuição de 5 a 15 mph (10 a 25 km/h) | Sem mudanças significativas |
| Nova York, EUA                       | 30 para 25 mph (50 a 40 km/h) | Redução de 28% em todas as mortes e redução de 48% nas mortes de pedestres |
| País (ano)                           | Redução do limite de velocidade | Alteração relatada |
| França (2018/'19)                    | Velocidade reduzida de 90 km/h para 80 km/h (-11%) desde julho de 2018, em 400 mil quilómetros de rede secundária cobertos por 1.000 radares. Foram gastos cinco milhões de euros em comunicação para explicar os benefícios da redução da velocidade para 80 km/h, utilizando vários meios de comunicação, incluindo televisão, rádio e redes sociais (incluindo 2 milhões de euros para o filme publicitário "13 metros" explicando que a redução da velocidade reduziu a distância de travagem em 13 metros). | A velocidade média efetiva foi reduzida de 87,0 km/h em junho de 2018 para 82,6 km/h (-5%) em julho de 2018. A velocidade média foi reduzida em 3,9 km/h (-4,5%) de 87,0 km/h para 83,2 km/h em setembro de 2018. França atingirá o seu melhor ano histórico em termos de mortes nas estradas, interrompendo uma sequência de cinco anos de aumento de mortes: - Diminuição de 10,7% (de 1188 para 1061) de vítimas mortais, salvando 127 vidas durante o semestre de 2018 na rede rural (não rodoviária) impactada principalmente pela diminuição da velocidade - Diminuição de 5,3% a nível nacional, incluindo estradas e semestres não impactados pela diminuição da velocidade, incluindo continente e DOM, mas também territórios ultramarinos COM/TOM. - Diminuição de 5,8% (200 vidas salvas) no Continente, de 3.448 para 3.248 incluindo estradas e semestres não impactados pela diminuição da velocidade; - Diminuição de 8 mortes, de 152 em 2017 para 144 em 2018 (-5%) nos territórios ultramarinos do DOM onde se aplicam limites de velocidade nacionais em km/h, enquanto um aumento de 12 mortes, de 84 para 96 (+14%) ocorre em COM/ TOM territórios ultramarinos onde nacional 80 O limite de velocidade de km/h não se aplica. Fonte: ONISR (Observatório Nacional). - Os excessos de velocidade foram multiplicados por 2,1 (2,4 para estrangeiros, 2,0 para carros franceses), com 260.000 novos excessos de velocidade adicionais contados em julho de 2018, pelos 1100 radares de velocidade, com 400 atos de vandalismo em radares durante julho de 2018 - Uma revolta dos coletes amarelos ocorreu vandalizando 80% dos cerca de 4.700 a 10.000 radares de velocidade em 2018. Em 2020, confirmam-se os resultados anteriores do ano de 2019: a velocidade média dos carros foi reduzida entre 2,9 e 3,9 km/h, enquanto a velocidade média dos caminhões foi reduzida em dois km/h sem alteração do limite de velocidade. Ao mesmo tempo, as fatalidades foram reduzidas em 125 no segundo semestre de 2018, em 84 no primeiro semestre de 2019 e em 127 no segundo semestre de 2019. Contudo os resultados não se repetiram nos territórios ultramarinos. O relatório final considerou que a mudança do limite de velocidade induziu um 3,5 diminuição da velocidade km/h e salvou 349 vidas durante os dois anos que duraram 20 meses |
| Espanha (2019)                       | Diminuição de 100 para 90 km/h | Em Espanha, o ano de 2019 foi o melhor ano, com o menor número de pessoas mortas fora de uma área urbanizada. O número de pessoas mortas fora das áreas urbanas diminuiu 7,6%, enquanto o número de pessoas mortas nas estradas regulares diminuiu 9,5%. O número de pessoas mortas em carros fora de áreas urbanas diminuiu 16%, de 598 para 503. |

| País                        | Aumento do limite de velocidade            | Alteração relatada                                                                                  |
| --------------------------- | ------------------------------------------ | --------------------------------------------------------------------------------------------------- |
| Austrália (1992)            | 100 km/h para 110 km/h                     | Acidentes com lesões aumentaram 25%                                                                 |
| Austrália (Victoria) (1996) | Aumento de 5 a 20 km/h                     | Os acidentes aumentaram globalmente em 8%, declínio de 35% em zonas aumentadas de 60 km/h a 80 km/h |
| Holanda (2012)              | 120 km/h para 130 km/h                     | O efeito ainda não está claro, são necessárias mais pesquisas                                       |
| EUA (1989)                  | 55 mph para 65 mph (90 km/h para 105 km/h) | Acidentes fatais aumentaram 21%                                                                     |
| EUA (1990)                  | 55 mph para 65 mph (90 km/h para 105 km/h) | Acidentes fatais aumentaram 22% A velocidade aumentou 48%                                           |
| EUA (40 estados) (1990)     | 55 mph para 65 mph (90 km/h para 105 km/h) | Fatalidades aumentaram 15% Diminuição ou nenhum efeito em 12 estados                                |
| EUA (Iowa) (1996)           | 55 mph para 65 mph (90 km/h para 105 km/h) | Acidentes fatais aumentaram 36%                                                                     |
| EUA (Michigan) (1991)       | 55 mph para 65 mph (90 km/h para 105 km/h) | Os acidentes fatais e com ferimentos aumentaram significativamente nas rodovias rurais              |
| EUA (Michigan) (1992)       | Vários                                     | Sem mudanças significativas                                                                         |
| EUA (Ohio) (1992)           | 55 mph para 65 mph (90 km/h para 105 km/h) | Os ferimentos e os danos materiais aumentaram, mas não os acidentes fatais.                         |
| EUA (40 estados) (1994)     | 55 mph para 65 mph (90 km/h para 105 km/h) | As taxas de mortalidade em todo o estado diminuíram de 3 a 5% (significativo em 14 dos 40 estados)  |
| EUA (22 estados) (1997)     | Aumento de 5 a 15 mph (10 km/h a 25 km/h)  | Sem mudanças significativas                                                                         |

## Justificação
Os limites de velocidade são estabelecidos principalmente para equilibrar as preocupações de segurança no trânsito com o efeito no tempo de viagem e na mobilidade. Os limites de velocidade também são por vezes utilizados para reduzir o consumo de combustível ou em resposta a preocupações ambientais (por exemplo, para reduzir as emissões dos veículos ou a utilização de combustível). Alguns limites de velocidade também foram iniciados para reduzir as importações de gasóleo durante a crise petrolífera de 1973.

### Eficiência do combustível
A eficiência do combustível às vezes afeta a seleção do limite de velocidade. Os Estados Unidos instituíram uma Lei Nacional de Velocidade Máxima [en] de 55 miles per hour (90 km/h), como parte da Lei de Conservação de Energia Rodoviária de Emergência, em resposta à crise do petróleo de 1973 para reduzir o consumo de combustível. De acordo com um relatório publicado em 1986 pela The Heritage Foundation, um grupo de defesa conservador, a lei foi amplamente desconsiderada pelos motoristas e quase não reduziu o consumo.

### Considerações ambientais
Os limites de velocidade também podem ser usados para melhorar questões locais de qualidade do ar ou outros fatores que afetam a qualidade ambiental (por exemplo, os "limites de velocidade ambientais" em uma área do Texas). A União Europeia também utiliza cada vez mais limites de velocidade em resposta a preocupações ambientais. Estudos europeus afirmaram que, embora os efeitos de regimes específicos de redução de velocidade nas emissões de partículas dos caminhões sejam ambíguos, velocidades máximas mais baixas para caminhões resultam consistentemente em emissões mais baixas de CO2 e numa melhor eficiência de combustível.

## Advocacia

### Oposição
Os limites de velocidade e a sua aplicação têm sido contestados por vários grupos e por várias razões desde a sua criação. No Reino Unido, a Associação Mútua de Motoristas (fundada em 1905) foi formada inicialmente para alertar os membros sobre radares de velocidade; a organização se tornaria AA [en].
Mais recentemente, grupos de defesa procuram eliminar certos limites de velocidade, bem como outras medidas. Por exemplo, a aplicação automatizada de câmeras tem sido criticada por grupos de defesa do automobilismo, incluindo a Associação de Motoristas Britânicos e o Clube Automóvel Alemão (ADAC).

### Apoios
Vários outros grupos de defesa pressionam por limites mais rígidos e melhor fiscalização. A Associação de Pedestres foi formada no Reino Unido em 1929 para proteger os interesses dos pedestres. Seu presidente publicou uma crítica à legislação automobilística e à influência dos grupos automobilísticos em 1947, intitulada "Assassinato mais sujo", que apresentava uma visão emocional, mas detalhada, da situação tal como a viam, pedindo limites de velocidade mais rígidos. Historicamente, a Associação de Pedestres e a Associação Automobilística foram descritas como "fortemente opostas" nos primeiros anos da legislação automobilística do Reino Unido.

## Tecnologia
Alguns carros europeus incluem sistemas no veículo que apoiam o cumprimento do limite de velocidade pelos condutores, conhecido como Assistência Inteligente de Velocidade (ISA) [en]. O ISA apoia os condutores no cumprimento do limite de velocidade em vários pontos da rede, enquanto os limitadores de velocidade para veículos pesados de mercadorias e ônibus regulam apenas a velocidade máxima. Estes sistemas têm efeitos positivos no comportamento da velocidade e melhoram a segurança. Um dispositivo limitador de velocidade, como o ISA, é considerado útil por 25% dos condutores de automóveis europeus.
Em 2019, o Google Maps integrou alertas para radares de velocidade em seu aplicativo, juntamente com alertas sonoros para radares próximos. A tecnologia foi desenvolvida inicialmente pelo Waze, com pedidos para que ela fosse retirada do aplicativo por policiais.

### Revisão da Lei
- R. A. Vinluan (2008). «Indefiniteness of automobile speed regulations as affecting validity». American Law Reports--Annotated, 3rd Series. 6. [S.l.]: The Lawyers Co-operative Publishing Company; Bancroft-Whitney; West Group Annotation Company
- C. C. Marvel (2010). «Meaning of "residence district," "business district," "school area," and the like, in statutes and ordinances regulating speed of motor vehicles». American Law Reports--Annotated, 2nd Series. 50. [S.l.]: The Lawyers Co-operative Publishing Company; Bancroft-Whitney; West Group Annotation Company